# Томас Ґвардія Ґутьєррес
Генерал Томас Мігель Ґвардія Ґутьєррес (ісп. Tomás Miguel Guardia Gutiérrez; 16 грудня 1831 — 6 липня 1882) — військовик і політик, двічі був президентом Коста-Рики.

## Біографія
Народився в сім'ї військовика та підприємця Рудесіндо Ґвардії Роблеса та його дружини Марії Ґутьєррес Флорес. Ще юнаком вступив до лав війська та почав свою військову кар'єру. Окрім того, він керував кавовими плантаціями навколо Алахуели.
1850 року одружився з Перфектою Барріос Ладреро (померла через холеру 1856), а 1857 одружився вдруге з дочкою сусіда-плантатора Емілією Солорсано Альфаро.
Брав участь у війні 1856—1857 років проти Вільяма Вокера, а 29 січня 1857 року зазнав серйозного поранення в битві біля Сан-Хорхе, Нікарагуа. У 1860-их роках отримав звання полковника та був призначений на посаду командувача військ провінції Алахуела.
27 квітня 1870 року за підтримки інших військовиків та деяких заможних кавових плантаторів Ґвардія здійснив державний переворот і повалив президента Хесуса Хіменеса Самору, поставивши на посаду тимчасового президента доктора Бруно Каррансу. Ґвардія ж негайно отримав звання генерал-майора та був призначений головнокомандувачем армії Коста-Рики.

### Президентство
Президент Бруно Карранса скликав Установчі збори, але у нього виникли суперечки з генералом Ґвардією. Втомившись від постійних конфліктів, 8 серпня 1870 року Карранса подав у відставку. Наступного дня Установчі збори призначили Ґвардію президентом Коста-Рики.
Він став першим військовиком, який очолив країну. Ґвардія також став «родоначальником» нового покоління ліберальних політиків, які очолювали Коста-Рику до громадянської війни, що почалась 1948 року.
1871 року Ґвардія схвалив нову Конституцію, відому як Ліберальна конституція 1871 року, що була чинною найдовше з усіх в історії країни. Новий основний закон закріплював свободу віросповідання, скасування смертної кари й акцентував увагу на зміцненні системи освіти.
За його врядування почалось будівництво Атлантичної залізниці, на яке було виділено англійські позики 1871 та 1872 років. Однак работу не було завершено через технічні складнощі, нестачу коштів і корупцію (країна витратила лише 1 млн з 3,4 млн фунтів стерлінгів позик). Таким чином, зовнішній борг перед Великою Британією суттєво збільшився.
1871 року президент урочисто відкрив ділянку залізниці між Алахуелою та Сан-Хосе.
На виборах, що відбулись у квітні 1872 року, Ґвардію було обрано президентом на новий 4-річний термін. Досягнувши влади, він розпустив Конгрес і фактично став диктатором, вигнавши з країни своїх політичних ворогів. 1873 року він заснував в'язницю на острові Сан-Лукас.
До країни повернувся орден єзуїтів, який отримав контроль над освітою.
1874 року Ґвардія збудував нові військові казарми в Алахуелі та велику в'язницю. Для себе ж він звів маєток в Алахуелі поряд із казармами та замовив для старого Президентського палацу вишукані європейські меблі.
Наприкінці свого конституційного терміну Ґвардія передав владу Анісето Есківелю Саенсу, обраному на період 1876—1880 років, але зберіг за собою посаду головнокомандувача армії. В середині 1876 року його призначили повноважним послом Коста-Рики у Гватемалі, з якою було підписано договір Ґвардії-Саласара.
Однак президент Есківель швидко посварився з генералом Ґвардією, та 30 липня 1876 року був повалений. Новим президентом був проголошений Вісенте Еррера Селедон, а Ґвардія став його першим заступником. Утім 11 вересня 1877 року президента Ерреру було усунуто від влади, нібито через проблеми зі здоров'ям, а генерал Ґвардія знову повернув собі всю повноту влади. 23 вересня 1877 року він остаточно відтіснив Ерреру від посади та розпочав новий період диктатури, що тривав до самої його смерті в липні 1882.
1877 року Ґвардія заснував Банк «Союз», нині це Банк Коста-Рики. 1880 року розпочався експорт бананів до Сполучених Штатів. Зросло число державних шкіл і коледжів, 1881 року почав роботу Національний архів.
Незадовго до своєї смерті Ґвардія знову запровадив у дію Конституцію 1871 року з деякими змінами. Найбільш значущим було повторне скасування смертної кари 1882, що її було відновлено законом 1877 року.
Помер у власному будинку в Алахуелі 6 липня 1882 року у 50-річному віці через наслідки туберкульозу. Його наступником на посаді президента тимчасово став двоюрідний брат і зять Сатурніно Лісано Ґутьєррес, а 10 серпня 1882 року — його зять і друг, генерал Просперо Фернандес Ореамуно.